# 秋保水菓
秋保 水菓（あきう すいか、1994年 -）は、日本の小説家、推理作家。神奈川県横浜市生まれ。2018年、『コンビニなしでは生きられない』で第56回メフィスト賞を受賞しデビュー。

## 作品リスト
- コンビニなしでは生きられない（2018年4月 講談社ノベルス / 2021年7月 講談社文庫）[1]
- 謎を買うならコンビニで（2021年8月 講談社タイガ）